# Бабурин, Александр Евгеньевич
Александр Евгеньевич Бабурин (род. 19 февраля 1967, Горький) — ирландский шахматист русского происхождения, гроссмейстер (1996). Старший тренер ФИДЕ (2020).

## Шахматная карьера
Игре в шахматы А. Бабурина научил отец в 7 лет. Победитель чемпионата г. Горького (1982) и чемпионата Вооружённых сил СССР (Новосибирск, 1989 г.). В начале 1990-х переехал с семьёй в Ирландию.
Чемпион Ирландии 2008 года.
Выступления в составе сборной Ирландии:
- 7 олимпиад (1996, 2000—2008, 2014).
- 15-й командный чемпионат Европы (2005) в г. Гётеборге.

В составе шахматного клуба Килкенни участник 2-х Кубков европейских клубов (2006—2007). В составе различных клубов участник 20-и соревнований в Шахматной лиге четырёх наций. Выиграл 14 командных медалей: 6 золотых (2003, 2005, 2006, 2009, 2010, 2012), 7 серебряных (1999, 2000, 2002, 2004, 2011, 2013, 2014) и 1 бронзовую (2001).
В 1996 году стал первым в Ирландии гроссмейстером. По состоянию на февраль 2021 года остаётся единственным гроссмейстером в истории этой страны.

## Тренерская карьера
Много лет тренирует сборную Ирландии по шахматам, а также сильнейших ирландских шахматистов и перспективных юниоров этой страны.
В начале 2000-х по приглашению норвежского шахматиста и тренера С. Агдестейна в течение нескольких дней тренировал будущего чемпиона мира Магнуса Карлсена.

## Изменения рейтинга
| Графики недоступны из-за технических проблем. См. информацию на Фабрикаторе и на mediawiki.org. |